# Bairro Sul

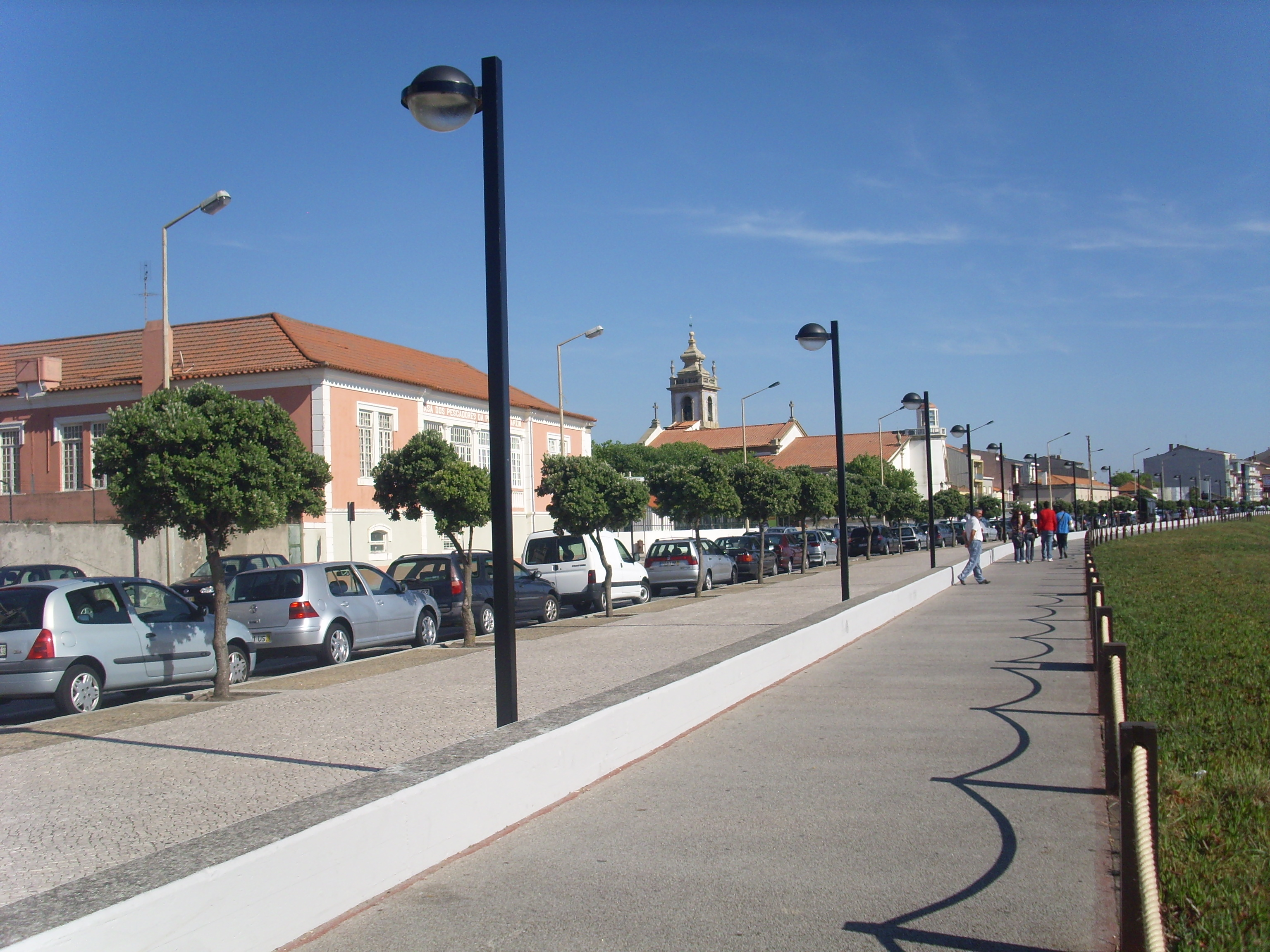
A igreja da Lapa e a Casa dos Pescadores são os edifícios que caracterizam o Bairro Sul.

O Bairro Sul, também conhecido como Lapa, é o bairro piscatório da cidade da Póvoa de Varzim em Portugal. É um dos seis bairros tradicionais da Póvoa de Varzim e uma das onze partes, em que subdivide se a cidade. O bairro localiza-se, a sul do Centro da Póvoa de Varzim. Tem por cores o verde e o branco e a Lancha Poveira como símbolo, também o símbolo da cidade.

## Geografia

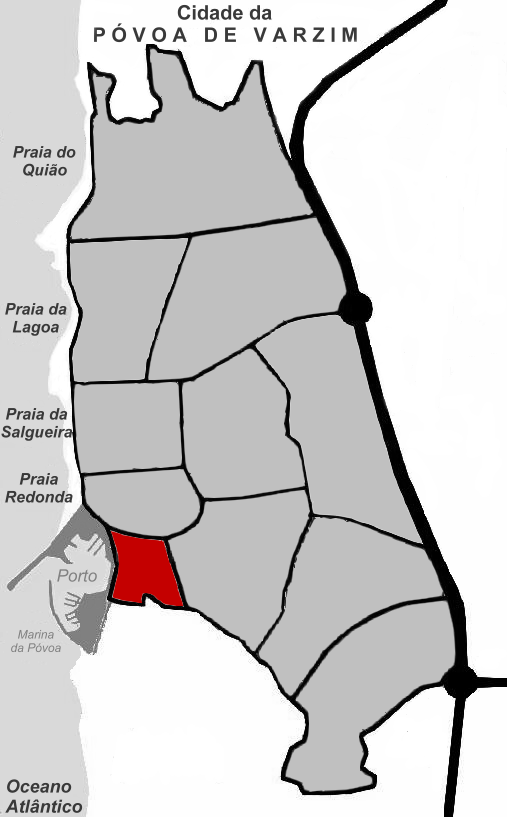
Localização do Bairro Sul na cidade.

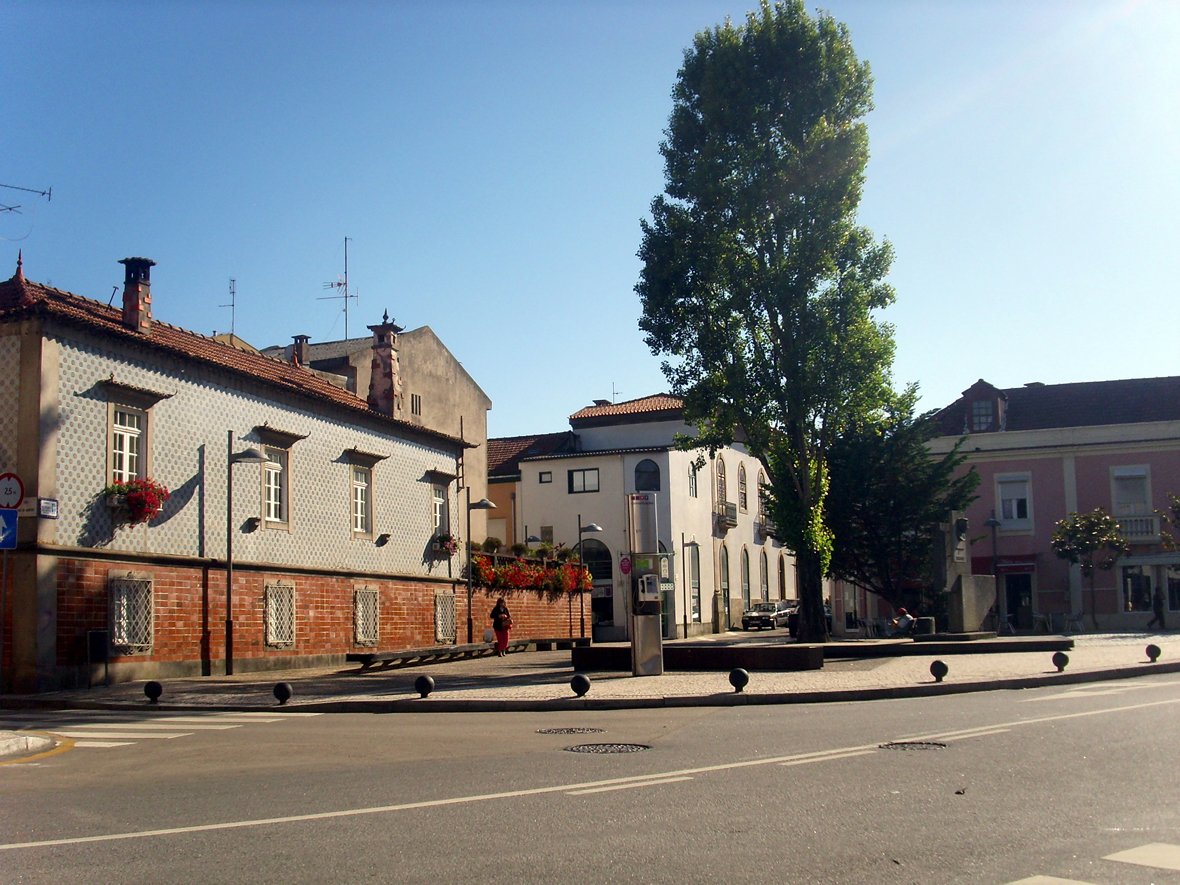
Largo Elísio da Nova.

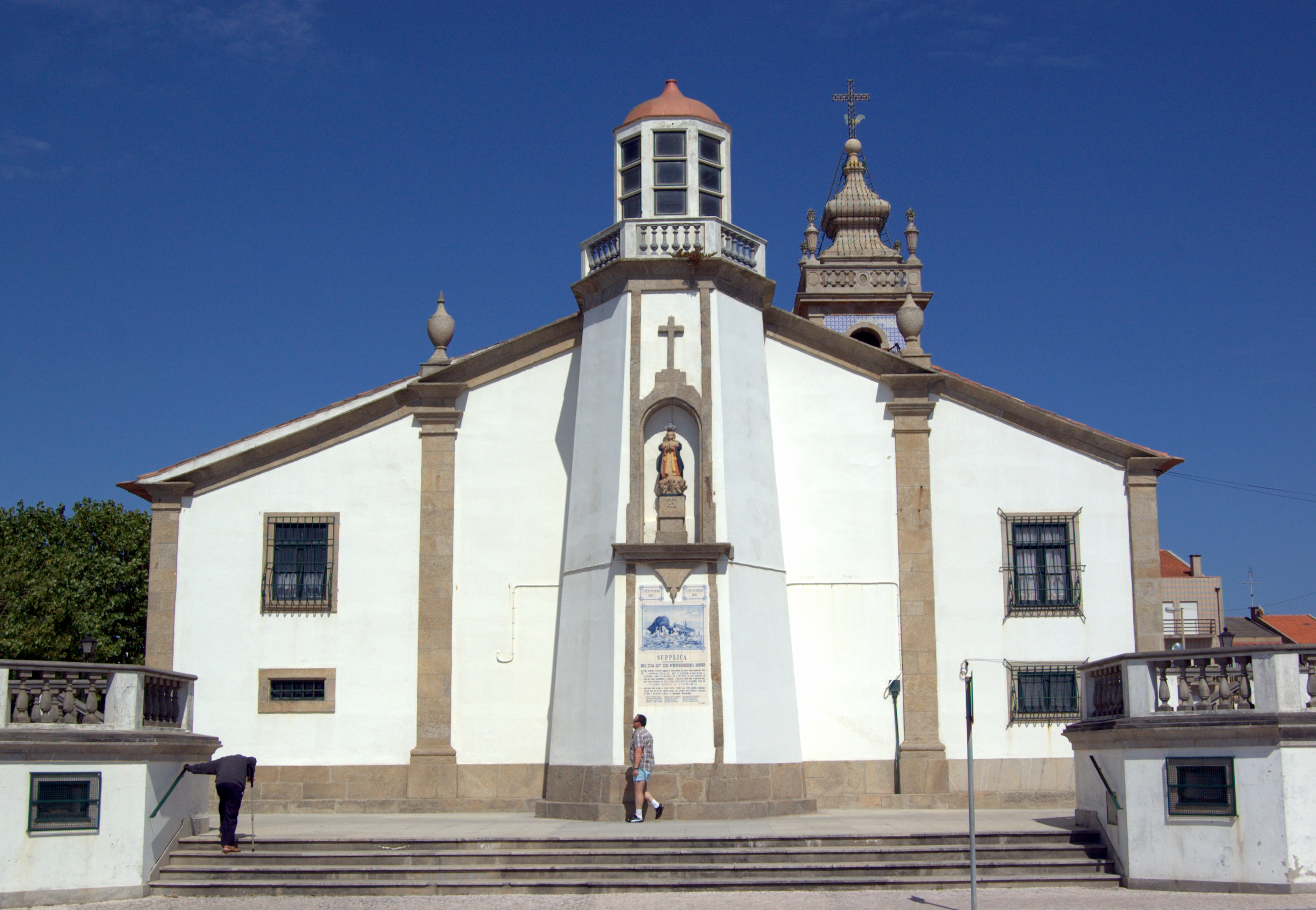
Farol da Lapa na fachada posterior da igreja paroquial.

Este bairro limita a norte com a zona Centro, a nascente com Matriz/Mariadeira, a sul com a Cidade de Vila do Conde, nomeadamente as zonas de crescimento do Bairro Sul para essa cidade (Poça da Barca e Caxinas) com as quais partilha traços característicos, a poente encontra-se o oceano Atlântico, com o porto de Pesca da Póvoa de Varzim.
O bairro é cruzado por pequenos arruamentos em forma de malha, formando quarteirões rectangulares. Alguns dos quais foram tornados pedonais, em especial a rua 31 de Janeiro, rua comercial do Bairro Sul. A poente é ladeado pela avenida dos Descobrimentos e rua da Carvaneira e a nascente pela rua Almirante Reis (Estrada Nacional 13). A Travessa da Poça da Barca e a Rua do Século, entre outras ruas estreitas que percorrem o interior do bairro, ligam essas vias. Na Rua dos Ferreiros concentravam-se os ferreiros, enquanto que a Rua da Assunção era a central dos armazéns de peixe. Os carpinteiros concentravam-se na Rua das Ribeiras.
Ruas e praças relevantes do Bairro Sul:
- Rua 31 de Janeiro — antiga (Rua da) Areia, parte sul da rua denominada (Rua de) Poça da Barca
- Rua da Lapa — antiga Rua Nova da Areia
- Rua dos Ferreiros — estrada velha
- Rua da Assunção
- Rua Trás-os-Quintais
- Rua da Cordoaria
- Rua da Caverneira
- Rua António da Silveira — antiga rua da Bandeira
- Rua do Século
- Rua do Fieiro
- Largo António Nobre
- Largo Elísio da Nova — antigo Largo dos Correios
- Avenida dos Descobrimentos

## História

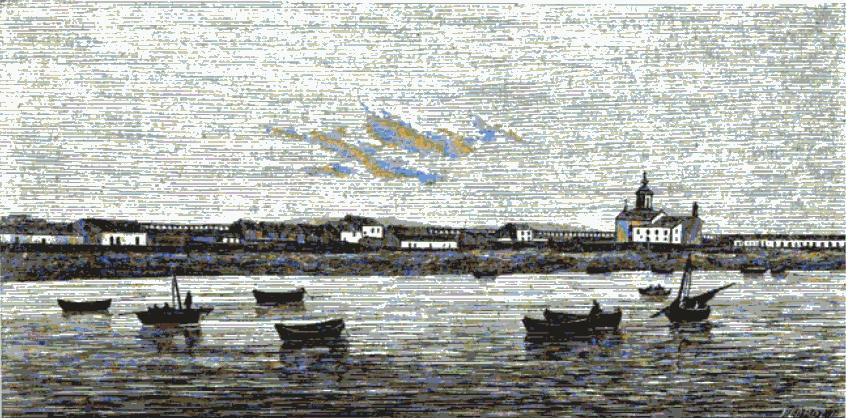
Vista do bairro a partir da enseada por volta de 1868.

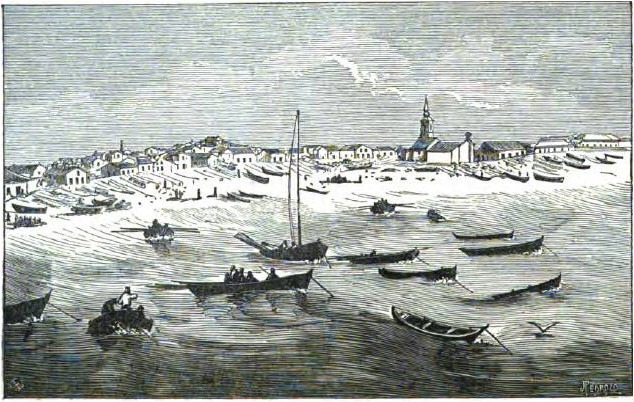
Vista do bairro publicada em "As Praias de Portugal" (1876).

No século XVII, a Câmara Municipal decide concentrar a população de pescadores, que se encontravam dispersos no Bairro da Matriz para junto da Enseada da Póvoa, porto natural. A estrutura de ruas paralelas à costa do Bairro Sul que é conhecida como «colmeia dos pescadores» estava já razoavelmente desenvolvida no século XVIII, sendo composto por casario piscatório e unifamiliar. Esta população estava dividida do resto da população formando castas sociais piscatórias, as duas principais eram os lanchões, elite piscatória, e os sardinheiros, a mais pobre. A Confraria de Nossa Senhora da Lapa, Amparo dos Homens do Mar fundada em 1761 pelos pescadores pede o aforamento dos «chãos de areia» para que fossem autorizados de aí fixar as suas casas, em 1767.
Raul Brandão descreve o bairro como "duas vielas sobre o areal, tocas de esquimós, negras, fumarentas, tresandando a peixe, com varais especados na areia, e arraias secando ao sol para mantimento de Inverno." Aquando da prosperidade da comunidade piscatória da Póvoa ainda no século XVIII, o bairro começou a crescer para Poça da Barca, ainda em volta da Enseada da Póvoa, que certos documentos históricos colocavam no termo de Vila do Conde.
Em 1853, dada a dimensão da Póvoa de Varzim, maior que várias cidades, a Câmara propõe a criação da paróquia da Lapa, dado que a Póvoa já nessa altura se dividia em 4 bairros. Em 1858 sugere a criação da nova freguesia que inclua esse bairro e os lugares de Poça da Barca, Regufe e Gandarinha, até ao limite de Poça da Barca com as Caxinas, onde está hoje a capela do Senhor dos Navegantes, lugares no termo de Vila do Conde. Foi nomeada uma comissão que com outra de Vila do Conde que apresentaria o projecto. A 15 de Março de 1858, um ofício do Governo Civil refere para que a Póvoa troque os lugares de Cerca e Quintela de Argivai (por serem contíguos a Vila do Conde), pelos de Poça da Barca e Regufe, tal como havia requerido. No entanto, no dia seguinte um novo ofício declara lesiva para Vila do Conde tal anexação, apesar dos moradores de Poça da Barca terem também requerido a anexação à Póvoa.
No final do século XIX com a sobre-pesca por barcos a vapor autorizados pelo governo nacional, nomeadamente com a rede de malha miúda que apanha até mesmo o peixe juvenil, faz com que a abundância de peixe de outrora, e que tinha levado à prosperidade da comunidade, comece a rarear de forma muito significativa, criando problemas sociais graves e à emigração dos pescadores. Ainda nesse século, a comunidade já se tinha expandido para mais território vilacondense, formando as Caxinas, que irá engrossar significativamente com os pescadores do Bairro Norte, no século XX. As paróquias religiosas, sem cunho civil surgem no século XX, a paróquia da Lapa, incluindo só o Bairro Sul da Póvoa, surge em 1935. Em 1944, é criada a Paróquia das Caxinas e Poça da Barca por desanexação de Vila do Conde.

## Festas e romarias
Os Leões da Lapa Futebol Clube constituído em 1962 é o clube que organiza a rusga do Bairro Sul, o clube inclui ainda o rancho folclórico As Tricanas da Lapa.
O bairro é servido pela Paróquia da Lapa, cujo orago é Nossa Senhora da Lapa. A Real Irmandade de Nossa Senhora da Assunção que usa opas bancas com "cabeção" verde, adoptadas como as cores do bairro, tem origem na Confraria de Nossa Senhora da Lapa, amparo dos homens do mar fundada em 1761, que em 1791 adoptou a designação de Irmandade de Nossa Senhora da Assunção.
Várias outras festas são festejadas pela população, as que dizem mais respeito ao Bairro, mas que também são antes demais festas da cidade, são as Festas de São Pedro do bairro Sul que organiza a par dos outros bairros e a Procissão da N.ª Sr.ª da Assunção, em honra à padroeira do Bairro Sul. Na paróquia da Lapa, mas realizada também pela paróquia da Matriz ainda é festejada a Imaculada Conceição, padroeira do Bairro da Matriz, da Póvoa de Varzim e de Portugal, cuja procissão ocorre no dia 7 à noite na capela da Castelo da Póvoa (Fortaleza Nossa Senhora da Conceição).

## Património
- Fortaleza da Nossa Senhora da Conceição
- Porto de Pesca da Póvoa de Varzim
- Marina da Póvoa de Varzim
- Casa dos Pescadores da Póvoa de Varzim
- A Filantrópica (antigo Montepio)
- Igreja Paroquial de Nossa Senhora da Lapa da Póvoa de Varzim